# Klewaciszki Dolne
Klewaciszki Dolne – dawny folwark. Obecnie część chutoru na Białorusi, w obwodzie grodzieńskim, w rejonie ostrowieckim, w sielsowiecie Ryteń, nad Wilią.

## Historia
Dawniej nazwę Klewaciszki nosiła grupa położonych w pobliżu siebie miejscowości. Pod zaborami były to trzy zaścianki. W II Rzeczypospolitej trzy zaścianki: Klewaciszki I, Klewaciszki II i Klewaciszki Górne oraz folwark Klewaciszki Dolne. 
W XIX i w początkach XX w. Klewaciszki Dolne położone były w Rosji, w guberni wileńskiej, w powiecie zawilejskim/święciańskim. W 1905 roku wraz z zaściankiem Klewaciszki Górne liczyły 7 mieszkańców, 20 dziesięcin. Folwark był własnością Bołońskiego.
Po I wojnie światowej pod administracją polską, w Zarządzie Cywilnym Ziem Wschodnich. W latach 1920–1922 w składzie Litwy Środkowej.
Od 11 kwietnia 1922 leżały w Polsce, w województwie wileńskim, w powiecie święciańskim, w gminie Kiemieliszki. 
W 1931 w 1 domu zamieszkiwało 7 osób.
Po II wojnie światowej w granicach Związku Sowieckiego. Od 1991 w niepodległej Białorusi.